# Giuseppe Stara
Giuseppe Stara (Caresanablot, 5 settembre 1795 – Torino, 16 giugno 1877) è stato un magistrato e politico italiano. Fu senatore del Regno di Sardegna dal 3 aprile 1848.
Laureato in giurisprudenza presso l'Università di Torino, fu giudice Reale Udienza di Cagliari; Membro, Avvocato generale presso il Senato di Piemonte di cui divenne Presidente capo il 2 novembre 1847. Il 28 dicembre 1847 gli venne concesso il titolo di Conte, nel 1848 fu nominato senatore del Regno di Sardegna. Primo presidente della prima classe civile del Senato di Genova, poi Magistrato d'appello di Genova, poi Corte d'appello di Genova; Primo presidente della prima classe civile del Magistrato d'appello di Torino, poi Corte d'appello di Torino; Primo presidente della Corte di cassazione di Torino, fu Ministro di Stato; Professore e dottore aggregato emerito presso la facoltà di giurisprudenza dell'Università di Torino.